# Kanton Limoux
Der Kanton Limoux war bis 2015 ein französischer Wahlkreis im Département Aude und in der Region Languedoc-Roussillon. Er umfasste 23 Gemeinden im Arrondissement Carcassonne; sein Hauptort (frz.: chef-lieu) war Limoux. Bei den landesweiten Änderungen in der Zusammensetzung der Kantone im März 2015 wurden seine Mitgliedsgemeinden dem neuen Kanton La Région Limouxine zugeordnet.
Der Kanton war 231,47 km² groß und hatte 17.206 Einwohner (Stand 2012).

## Gemeinden
| Gemeinde                    | Einwohner (Stand: 2022) | Code postal | Code Insee |
| --------------------------- | ----------------------- | ----------- | ---------- |
| Ajac                        | 198                     | 11300       | 11003      |
| Alet-les-Bains              | 384                     | 11580       | 11008      |
| La Bezole                   | 47                      | 11300       | 11039      |
| Bouriège                    | 151                     | 11300       | 11045      |
| Bourigeole                  | 55                      | 11300       | 11046      |
| Castelreng                  | 207                     | 11300       | 11078      |
| Cépie                       | 603                     | 11300       | 11090      |
| Cournanel                   | 664                     | 11300       | 11105      |
| La Digne-d’Amont            | 290                     | 11300       | 11119      |
| La Digne-d’Aval             | 526                     | 11300       | 11120      |
| Festes-et-Saint-André       | 187                     | 11300       | 11142      |
| Gaja-et-Villedieu           | 309                     | 11300       | 11158      |
| Limoux                      | 10.339                  | 11300       | 11206      |
| Loupia                      | 253                     | 11300       | 11207      |
| Magrie                      | 543                     | 11300       | 11211      |
| Malras                      | 437                     | 11300       | 11214      |
| Pauligne                    | 363                     | 11300       | 11274      |
| Pieusse                     | 967                     | 11300       | 11289      |
| Saint-Couat-du-Razès        | 43                      | 11300       | 11338      |
| Saint-Martin-de-Villereglan | 386                     | 11300       | 11355      |
| Tourreilles                 | 132                     | 11300       | 11394      |
| Véraza                      | 32                      | 11580       | 11406      |
| Villelongue-d’Aude          | 314                     | 11300       | 11427      |

## Bevölkerungsentwicklung
| 1962   | 1968   | 1975   | 1982   | 1990   | 1999   | 2006   | 2012   |
| ------ | ------ | ------ | ------ | ------ | ------ | ------ | ------ |
| 14.058 | 15.652 | 15.748 | 15.450 | 15.600 | 15.598 | 16.501 | 17.206 |